# Такуарембо (река)
Такуарембо (исп. Río Tacuarembó) — река в Восточной Республике Уругвай, крупнейший правый приток реки Рио-Негро.
Река берёт своё начало на севере департамента Ривера и течёт на юг через город Транкерас. Частично формирует границу между департаментами Ривера и Такуарембо, далее пересекает департамент Такуарембо с севера на юг и впадает в Рио-Негро на границе департаментов Такуарембо и Дурасно.
Длина реки составляет 260 км. Бассейн реки занимает площадь 14 тысяч км².